# Аристов, Евмений Филиппович
Евме́ний Фили́ппович А́ристов (1806—1875) — русский анатом, ординарный профессор Казанского университета.

## Биография
Родился в 1806 году в бедной семье сельского дьячка из села Колегаева Мологского уезда Ярославской губернии (ныне Некоузского района Ярославской области). Окончив Ярославскую духовную семинарию, он в 1826 году вступил в число казённых воспитанников Московского отделения Медико-хирургической академии, откуда был выпущен в 1830 году лекарем первого отделения по медицинской и ветеринарной частям и при выпуске награждён золотой медалью.
В том же году, по случаю появления холерной эпидемии в низовьях Волги, в Саратове была организована центральная комиссия для борьбы с нею; в состав этой комиссии был назначен и Аристов. В 1831 году, когда началось Польское восстание, он был назначен сперва ординатором Брест-Литовского военного госпиталя, затем военно-медицинским чиновником для особых поручений при главном докторе военно-временных госпиталей действующей армии, а в начале 1832 года — ординатором Калишского госпиталя.
В последней должности оставался недолго, потому что вскоре был переведён в Москву исправляющим должность адъюнкта зоотомии, сравнительной физиологии и эпизоотических болезней, а в 1833 году перемещён на описательную анатомию в качестве прозектора; вместе с тем он был назначен помощником инспектора студентов и исправлял должность адъюнкта при профессоре анатомии. В 1834 году он, защитив диссертацию «De somno et vigilio», удостоился степени доктора медицины и в 1835 году был утверждён адъюнкт-профессором анатомии.
В 1837 году открылась вакансия профессора анатомии в Казанском университете и Аристов был назначен в Казань экстраординарным профессором, с предварительным откомандированием на два года за границу для усовершенствования в своей специальности. Посетив наиболее известные университеты Западной Европы (Берлин, Галле, Лейпциг, Дрезден, Прага, Вена, Мюнхен, Страсбург, Париж и Лондон), он пользовался руководством и лекциями знаменитейших анатомов того времени и с особенным вниманием изучал устройство анатомических театров и кабинетов.
Прибыв в Казань в 1839 году, он начал читать лекции по анатомии общей, патологической и описательной. Его живое изложение, простой и образный язык, его блестящие аналогии и смелые обобщения привлекали к нему массу слушателей, в которых он стремился пробудить интерес к науке и самодеятельность в занятиях. При нём был устроен и оборудован новый анатомический театр. Украшенная колоннами аудитория-ротонда анатомического театра, по крайней мере до 1930-х годов носила имя «Аристовской». Активно участвовал в деятельности Казанского общества любителей естествознания, избран его почётным членом.
Закончив в 1866 году свою 29-летнюю университетскую деятельность, он вышел, по болезни, в отставку и, прожив ещё 7 лет безвыездно в Казани, скончался 26 октября 1875 года в чине действительного статского советника. Похороны были многолюдны. В память об Аристове была учреждена стипендия его имени для лучших студентов Казанского университета, проявивших успехи в патологической анатомии.

## Научная деятельность
Как ученый, Аристов принадлежит к той эпохе, когда естествознание только что начинало освобождаться от отвлечённых философских воззрений. Это видно, между прочим, из его взглядов на задачи общей анатомии. Последнюю он понимал не как одно только учение о типе микроскопического строения тканевых элементов, поэтому-то Аристов и стремился ещё к установлению анатомических типов индивидов. В своих научных доводах он исходил из той точки зрения, что в каждом индивиде ткань претерпевает известные качественные видоизменения, и последние кладут свой отпечаток на общий анатомический склад организма: на его телосложение, рост, формы целого и отдельных частей и т. п. Готового учения в этом смысле до Аристова не имелось, и он поставил себе задачею положить основание ему. С этой целью он старался, путём ежедневных наблюдений над людьми, найти гармонию в составе и деятельности каждого организма, то есть отыскать критерий, который дозволял бы установить определённые анатомические типы индивидов. Результатом исследований, предпринятых им и этом направлении, явились статья «О телосложениях» и актовая речь «О значении внешности человека».
На основании того же принципа гармонии в сложении и деятельности организмов, Аристов пытался выводить из общих анатомических свойств индивида и наклонность к заболеваниям разными патологическими процессами, и самый ход этих процессов. Изданы его «Лекции из общей патологической анатомии».
Как убеждённый последователь гуморального направления, он обращал преимущественное внимание на кровь и в течение многих лет производил наблюдения над быстротою свертывания и разными химическими, физическими и физиопатологическими процессами, коим подвергается кровь при известных условиях. Отсюда его самостоятельные исследования «Отношение между плотностью кровяных печёнок и количеством содержащихся в них пасоки и фибрина», «Наблюдения над человеческой кровью».
Воззрения Аристова, хотя и устарели, обнаруживают в нём огромную наблюдательность и широту взгляда.

## Труды
Аристов написал и, частью, перевёл 16 статей и книг.
Труды, опубликованные в периодической научной печати своего времени:
- О строении внутренностей // Учёные Записки Московского университета. — 1833. — 2. — IX.
- Критический разбор успехов новейшей микроскопической анатомии в неврологии // Журнал Министерства Народного Просвещения. — 1844. — 39. — XI.
- Необыкновенное устройство семянного холмика // Записки по части врачебных наук. — 1844. — 3. — II.
- О значении внешности человека // Приложение к обозрению преподавания в Казанском университете 1846 года.
- Отношение между плотностью кровяных печёнок и количеством содержащихся в них фибрина и пасоки // Друг здравия. — 1855. — № 4.
- Шафранный цвет кровяной сыворотки // Друг здравия. — 1855. — № 31,
- Продолжение гемостатического исследования // Друг здравия. — 1855. — № 42.
- Наблюдения над человеческой кровью // Московский врачебный журнал. — 1852. — Отд. 1.
- О телосложении // Учёные Записки Казанского университета. — 1853. — Кн. III.
- Способ прохождения красного слоя в печёнке крови // Учёные Записки Казанского университета. — 1856. — Кн. II.
- Лекции из общей патологической анатомии // Учёные Записки Казанского университета. — 1857. — Кн. III.
- Воспалительная плева в прямом отношении с фибрином и фибрин в прямом отношении с белком // Военно-медицинский журнал. — 1855. — Ч. 67.
- Критический разбор некоторых основных «мыслей патологического учения Р. Вирхова» // Библиотека медицинских наук. — 1859. — X.
- Перевод с французского языка ментального труда Ф. Ф. Бландена: «Начертания анатомии топографической, или анатомии по местностям, приноровленной преимущественно к хирургии и оперативной медицине». В 2-х ч. — М., 1840—1841.
- О пользе медицины // Время. — 1860-е.

Неизданные работы:
- О микроскопическом исследовании над нервами. — 1843.
- О причине часто встречающихся сношенных черепов человеческих. — 1843.
- Перевод «Анатомии» Краузе.